# Cleome violacea
Cleome violacea es una especie perteneciente a la familia Cleomaceae. Es originaria del sur de Europa y Norte de África.

## Descripción
Es una planta herbácea, que tiene las hojas palmadas (foliolos dispuestos como los dedos de una mano) y el pistilo se encuentra en un largo entrenodo, que se encuentra justo por encima de los estambres.

## Distribución
Se distribuye por casi todo el Sur y Oeste de la península ibérica (con una citación en la Provincia de Barcelona), Portugal y Marruecos.

## Nombre común
- Castellano: mostaza loca, trébol amostazado de Portugal.[4][3]